# 保羅·艾申
保羅·艾申（法語：Paul Eyschen，1841年9月9日—1915年10月11日）是盧森堡政治人物、政治家、律師與外交官。他是第八任盧森堡首相，自1888年9月22日起任期二十七年，直到1915年10月11日逝世為止。

## 早年生活
保羅·艾申是盧森堡前法務部長查爾斯-傑拉德·艾申的兒子。保羅·艾申在1841年9月9日出生於盧森堡北部的迪基希，他在1860年畢業於Athénée de Luxembourg。艾申在波恩和巴黎學習法律後成為一位律師，而他在1865年11月9日獲得律師執業准入。

## 職涯
在1866年6月12日的選舉中，艾申被選為代表维尔茨县的眾議院代表
，然而，他在當選時未達就職眾議院代表的最低年齡25歲，因此他的當選資格在時任首相費利克斯·德·布洛克豪森要求下被眾議院宣判無效。後來，在同年11月10日該懸空席位眾議院代表的重新選舉中，他又重新贏得了該席位，並且因為他重新選舉時已屆滿25歲，得以保留該席位。
在1875年時，艾申被指派作為駐德意志帝國的代辦，直到1888年為止。

## 擔任首相
在1876年時，艾申接下他父親曾經擔任過得法務部長職位一直到1888年他被指派擔任首相以接替剛辭任的愛德華·蒂爾熱。在這之後的27年，艾申主宰了盧森堡的政治，見證盧森堡大公的更迭和經濟的重新復甦，以及與荷蘭間個人聯盟的終結。

### 教育政策
到了19世紀末期，工業革命使得傳統的教育系統顯得不再適合社會上的新發展。經濟發展創造了嶄新的社會及專業階級。由國家雇員和公務員組成的中產階級隨國家政府組織增長出現。製造業和貿易也隨工業和商業模式進步而改變。因此，艾申藉由深遠的教育改革以回應這些社會變革。艾申提倡了將不同學校給予不同專業導向的政策：Athénée de Luxembourg是給想要進一步接受大學教育的中等學校。而未來要從事工業相關職業的學生則為其開立了技職學校，未來要從事農業的學生則開立的農業學校、未來要成為工匠的學生則為其開立的手工藝學校，整體而言，艾申的教育政策特別注重職業教育。
隨著盧森堡國內進入中等學校的學生數增加：從1879~1880年的875人到1919~1920年的2500人，艾申政府也做了一些教育法規的修正。1892年的教育法令將技職學校從Athénée de Luxembourg分離，並為其設立了商學校。而1896年的教育法令則創立了手工藝學校。
艾申政府也藉1912年教育法對初等教育進行改革。1912年教育法廢除了初等教育學費並規定盧森堡學生有七年的義務教育。1912年教育法最爭議的部分是其限縮教會在學校的權力：學校老師不再需要教會的道德認證以從事教學工作並不用再教授宗教教育。此爭議部分為左翼集團(社會主義者和自由主義者)及教權右派間最主要的激烈爭論議題。

### 經濟和社會政策
如其他當時歐洲國家一樣，社會問題隨現代工業的發展而浮現。與盧森堡鄰接的德意志帝國在1880年代奥托·冯·俾斯麦治理下擴大政府職權，頒布規定健康保險、意外險和老年及殘疾保險的法律。艾申曾經在德意志帝國擔任代辦且和俾斯麦的兒子是朋友關係，而俾斯麥的法律也引起他的注意。當艾申成為盧森堡的首相時，他也引進了與德國雷同的相關社會保險政策。盧森堡的政府原本在自由主義者的控制下不願干涉經濟事務，但在艾申的治理下盧森堡也引進德意志帝國的社會保險模式。
1891年的法令為互助社會組織設立提供法律基礎。在20世紀初期，政府頒布一系列針對工人的強制保險法令：在1901年時推行健康保險、在1902年時推行意外險、1911年時。推行老年及殘疾保險。工程和礦坑的監察局在1902年成立。而大型鋼鐵廠的出現導致在其工作工人的住宿問題，而1906年的法令則提供給予購買或建造小型住宅的金融補助。

### 語言政策
艾申是一位很喜歡盧森堡語的人士，在盧森堡語還被當作為方言時，艾申已經成為推廣此語言的一員。在1903年時，艾申建造了紀念兩位盧森堡民族詩人：米歇爾·倫茨和埃德蒙·德·拉方丹的紀念碑。

## 逝世和其後影響
艾申在1915年10月11日，即在距第一次世界大戰德國佔領盧森堡開始一年時逝世。他的首相職位由他的親信，也是當時的財政部長，馬蒂亞斯·蒙熱納所接任。
有一長段時間，因為他在盧森堡占領的困難時期不預期地死亡，當時有謠言認為他是自殺而死的。
艾申去世後，盧森堡面臨一系列的政府危機。長期以來，他堅強的個性掩蓋盧森堡不同政治勢力間的分歧。艾申的逝世是盧森堡20世紀的政治轉折，此後政治辯論愈變激烈強硬。在1908年，自由主義者和社會主義者組成代表工業和工人，對抗教權的左翼集團。左翼集團曾在眾議院裡有著穩定的多數席位。然而，因為戰爭和其帶來的各種困難，包括不良的食物供給情形和物價高漲，左翼集團擁有的權力也隨日漸遽增的社會壓力下逐漸縮減，最終左翼集團垮台，而右翼之黨則逐漸獲得了群眾支持。

## 註腳
1. ↑  Mersch (1953), p. 87
2. 1 2 3 4  Mersch (1953), p. 88
3. ↑  Mersch (1953), p. 91
4. ↑  Mersch (1953), p. 92
5. ↑  Mersch (1953), p. 99
6. ↑  Funck (1953), p. 155
7. 1 2 3 4 5 6 7 8 9 10 11  Thewes (2011)
8. 1 2 3  . Luxemburger Wort. 2015-10-11  [2016-01-28]. （原始内容存档于2016-02-02） （德语）.